# Стереоскопія
Стереоскопія (або 3D зображення) - це техніка для створення ілюзії глибини картинки за допомогою стереоскопічних засобів для бінокулярного зору. Слово "стереоскопія" походить від грецького στερεός (стереос), що означає "твердий, щільний"  і σκοπέω (скопео), що означає "дивитись, бачити". Будь-яке стереоскопічне зображення називають стереограмою. Хоча спочатку стереограмою називали пару стерео зображень, які можна було розглядати, користуючись стереоскопом.
Більшість стереоскопічних методів полягають у демонстрації глядачу двох зміщених картинок окремо для лівого і правого ока. Ці двовимірні картинки потім накладаються одна на одну мозком і сприймаються ним як  об'ємне зображення. Цей метод відрізняється від 3D дисплеїв, де зображення відображається у повних трьох вимірах, що дозволяє спостерігачу отримати більше інформації про тривимірні об'єкти, що демонструються головою та рухами очей.

## Основи
Стереоскопія створює ілюзію тривимірності двовимірних зображень. Людський зір, включно зі сприйняттям глибини, це складний процес, який  тільки розпочинається отриманням візуальної інформації з допомогою очей. Значно більше опрацювання відбувається у мозку, коли він намагається отримати змістовний і розумовий сенс із ще сирої візуальної інформації. Одна з найважливіших візуальних функцій мозку, це його здатність інтерпретувати те, що бачать очі, при цьому оцінюючи відносні відстані від спостерігача до різних предметів і їх об'ємність. Мозок використовує певну опорну інформацію для визначення відносних відстаней і глибини зображення, включно з:
- Стереопсис
- Акомодація ока
- Перекриття одного об'єкта іншим
- Перекривання кута обзору об'єкта відомого розміру
- Лінійна перспектива (зближення паралельних меж)
- Вертикальна позиція (об'єкти, що знаходяться вище на зображенні зазвичай сприймаються як дальші)
- Затуманення, знебарвлення та перехід до синього
- Зміни розміру  структурного візерунку деталі

(Всі перечисленні вище пункти, за виключенням двох перших, є присутніми у традиційних двовимірних зображеннях, таких як картини, фотографії і телебачення).
Стереоскопія - це створення за допомогою стереопсису ілюзії глибини на фотографії, у фільмі, чи на інших двовимірних зображеннях, демонструючи дещо різні картинки для кожного ока. Обидва зміщені 2D зображення накладаються у мозку одне на одне і сприймаються ним як 3D. Важливо зазначити, що оскільки усі точки зображення зосереджуються на одній площині, не зважаючи на глибину оригінального зображення, відповідно до акомодації фокус не збільшується, що робить ілюзію глибини неповною. Є два невластиві людському зору ефекти стереоскопії: перший невідповідність між конвергенцією і акомодацією, спричинена різницею між сприйняттям позиції об'єкта перед чи за екраном, і справжнім джерелом світла; і другий - можливі перехресні завади , спричинені недосконалим розділом зображення за допомогою деяких методів.
Попри те, що термін "3D" широко вживається, важливо зазначити, що представлення двоїстого 2D зображення помітно відрізняється від демонстрації повного тривимірного зображення. Найбільш помітна відмінність в тому, що у випадку "3D" рухи голови і очей спостерігача не дає більшої інформації про показаний тривимірний об'єкт. В той же час  голографічні і об'ємні зображення не мають такого обмеження. Як і технології відтворення звуку не можуть відтворити тривимірний звук з допомогою лише двох стереофонічних динаміків, так і можливість двоїстого 2D бути "3D" є перебільшенням. Точний термін "стереоскопічний" є значно складнішим, ніж помилкова назва "3D", яка уже багато десятиліть неправильно вживається.  Більшість стереоскопічних дисплеїв не кваліфікуються як 3D, попри це усі справжні 3D дисплеї є і стереоскопічними, які відповідають нижчому критерію.
Більшість  3D дисплеїв використовують стереоскопічний метод передачі зображення. У 1838 році сер Чарльз Вітстоун винашов цей метод. Його згодом вдосконалив сер Девід Брюстер, створивши портативний пристрій для демонстрації 3D зображень.
Вітстоун використовував свій стереоскоп (доволі громіздкий пристрій) для малюнків, оскільки фотографії були ще не доступними. Проте він передбачив у своїй праці розвиток методу реалістичного зображення:
"З метою демонстрації я використав лише контурні фігури, без тіней і кольорів, залучивши  які, імовірно, ефект був би повним чи частковим відповідно до цих обставин, якщо залишити їх без розгляду, не залишається жодного сумніву, що повний ефект об'єму пов'язаний одночасним сприйняттям двох монокулярних проєкцій по одній на сітківку. Але якщо буде необхідно отримати найбільш правдоподібне відтворення реальних об'єктів, то для покращення ефекту необхідно буде правильно застосувати тіні і кольори. Художнику потрібно було б з особливою увагою малювати два компоненти картини таким чином, щоб її сприйняття глядачем ідеально відповідало представленому реальному об'єкту. Таким чином без помітної оку різниці з справжніми предметами могли б зображатися квіти, кристали, погруддя, вази і т.д."
Стереоскопія використовується у фотограмметрії, а також як розвага - створення стереограм. Стереоскопія корисна у відтворенні зображень отриманих з великих багатовимірних наборів даних, наприклад, таких, які утворюються за допомогою експериментальних даних. Фізик Теодор В. Іонеску у 1936 році запатентував спосіб 3D зображення для кіно та телебачення. Сучасна індустрія тривимірної зйомки використовує 3D-сканери, щоб визначити і записати тривимірну інформацію. Тривимірну інформацію можна відновити з двох зображень за допомогою комп'ютера, який ставить у правильній відповідності пікселі лівої і правої картинки. У сфері комп'ютерного зору розв'язання проблеми відповідності націлене на отримання змістовної інформації про об'єм з двох зображень.

### Вимоги до зору
Анатомічно є три рівні бінокулярного зору необхідні для сприйняття стерео зображень:
1. Одночасне сприйняття
2. Злиття (бінокулярний зір)
3. Стереопсис

Ці функції розвиваються у ранньому дитинстві. У деяких людей з косоокістю спостерігається порушення розвитку стереопсису, проте бінокулярний зір у таких випадках можна покращити ортоптичним лікуванням. Гострота стерео зору людини визначається як мінімальна невідповідність зображення, що робить його сприйняття об'ємним. Вважається, що близько 12% людей нездатні належно бачити 3D зображення через медичні причини. Згідно з іншим експериментом до 30%и людей мають дуже слабкий стереоскопічний зір, що не дозволяє їм сприймати об'ємність стерео зображень. Це позбавляє їх чи значно знижує їхню здатність сприймати стерео ефект занурення.

## Парелельні стереопари
Традиційна стереоскопічна зйомка, стереограма, - це створення 3D ілюзії за допомогою двох 2D зображень. Найпростішим способом покращення об'ємного сприйняття мозком одного й того ж самого об'єкта  є забезпечення очі спостерігача двома різними зображеннями того ж об'єкта тільки у двох різних перспективах з мінімальним відхиленням або майже такими самими перспективами, які досягаються при звичайному бінокулярному баченню за природних умов.
Для уникнення надмірного напруження очей і деформації, кожна з двох 2D картинок має демонструватись глядачеві так, щоб об'єкт, що знаходиться на безмежній відстані сприймався ніби він прямо перед глядачем, тоді його очі не мають перетинатись чи розходитись. Коли на картинці зображений об'єкт на безмежно далекій відстані, наприклад горизонт чи хмара, то картинки мають бути розміщені відповідно ближче одна до одної.
Принциповою перевагою   переглядача паралельних стереопар є те, що не знижується яскравість, що дозволяє переглядати зображення з дуже високою роздільною здатністю і з повним спектром кольорів, простота створення і майже не потребує додаткової обробки зображення. У деяких випадках не потрібно ніяких додаткових пристроїв чи оптичного спорядження, наприклад, коли стереопара виставлена для "вільного перегляду".
Основним недоліком переглядача паралельних стереопар є те, що демонстрація великих зображень непрактична і роздільна здатність обмежена. Оскільки вимірність зображення зростає, то чи апарат для перегляду чи сам спостерігач мають віддалитись за такою пропорцією, щоб картинка відображалось правильно. Наближення до зображення, щоб побачити більше деталей, можливе лише за допомогою відповідного спорядження, яке відрегульоване на необхідну різкість.

### "Вільний перегляд"
"Вільний перегляд" - це перегляд паралельних стереопар без використання спеціальних засобів перегляди.
Існує два методи "вільного перегляду":
- Метод паралельного перегляду полягає у тому, що зображення для лівого ока знаходиться з лівого боку, а для правого - з правого. Тривимірне зображення буде більшим і більш віддаленим, ніж дві фактичні картинки, таким чином переконливо імітуючи зображення реальних розмірів. Спостерігач намагається подивитись крізь картинку, при цьому його очі мають дивитись паралельно, так ніби спостерігаючи за реальним зображенням. Це може виявитись складним завдання, для людини з нормальним зором, адже тоді координується фокус ока і бінокулярна конвергенція. Один із підходів у такому випадку - це подивитись на пару зблизька, при цьому повністю розслабивши очі і не намагаючись сфокусуватись. Треба досягти стереоскопічного злиття двох розмитих картинок так званим "подивись крізь" способом, і тільки після цього можна спробувати сфокусуватись, щоб зображення стало чіткішим, при цьому за потреби збільшуючи відстань до зображення. Не зважаючи на спосіб, для зручного перегляду і стереоскопічної точності , розмір проміжку між картинками має бути такою, щоб відстань між відповідними точками найбільш віддалених об'єктів була рівна відстані між очима спостерігача. Середнє значення цієї відстані приблизно дорівнює 63 мм. Перегляд більш віддалених картинок теоретично можливий, проте він потребує попереднього тренування і може призвести до перенапруження очей.
- У випадку перехресного перегляду картинки для лівого і правого ока поміняються місцями, тобто, ліве око має дивитись на картинку, що знаходиться з правого боку, а праве на ту, що знаходиться з лівого боку. Тривимірне зображення видаватиметься меншим і ближчим за самі картинка пари, тому великі об'єкти зображені на стереопарі виявляться досить мініатюрними. Цей метод, зазвичай, є легшим для новачків. Для легшого досягнення утворення тривимірного зображення можна поставити палець під перетином картинок, тоді не відводячи від нього очей, наближати його до очей. На певній відстані тривимірне зображення має з'явитись якраз над пальцем. Як альтернативу можна використати листок паперу з маленькою диркою у ньому, скориставшись ним таким самим чином як описано вище, на певній відстані маленьке тривимірне зображення має поміститись у рамці з паперу.

Деякі прихильники перехресного перегляду користуються призматичними ізольованими окулярами, які потребують нижчого рівня конвергенції і надають можливість перегляду великих зображень. Однак, будь-який засіб перегляду, що використовує призми, дзеркала чи лінзи для кращого злиття чи фокусу, - це просто один із видів стереоскопа.
Стереоскопічне злиття двох окремих зображень без допомоги дзеркал чи призм і при цьому підтримуючи постійний різкий фокус без підходящих лінз потребує неприродної акомодації ока. Простий перегляд паралельних стереопар без спеціальних засобів перегляду не може точно відтворити об'єм як у реальних об'єктів. У різних людей відрізняється рівень відрізняється рівень комфорту досягнення злиття та хорошого фокусу, також різними є і тенденції до перенапруження очей.

### Автостереограма
Автостереограма - це стереограма з одним зображенням, спроектованим, щоб створити візуальну ілюзію тривимірної картинки з розширеного двовимірного зображення. Для того, щоб досягти  3D зображення, треба подолати зазвичай безумовну координацію фокусування.

### Стереоскоп і стереографічні карти
Стереоскоп - це інструмент, у якому одночасно демонструються дві фотографії того самого об'єкта, по одній на кожне око. Фото повинні зніматись під трохи різними кутом. Простий стереоскоп має обмеження на розмір зображення. Складніший стереоскоп використовує два горизонтальні перископи як засоби, що дають змогу переглядати більші зображення, які можуть містити більш детальну інформацію.

### Діаскоп
Деякі стереоскопи сконструйовані для перегляду діапозитивних фотографій, які часто називають слайдами, на склі чи як фільм. Основною деталлю одного з перших стереоскопів, випущеного у 1850-х роках, було скло. На початку ХХ століття у Європі,  для аматорської зйомки найпоширенішим форматом скельця були 45х107 мм чи 6х13 см . Пізніше використовувались деякі формати для фільмів. Найбільш відомі серед них є  Tru-Vue, уведений у 1931 році, і View-Master, уведений у 1939 році і досі використовується. Для аматорських стерео слайдів значно поширенішим є формат Stereo Realist, уведений у 1947 році.

### HMD
Користувач одягає шолом чи окуляри з двома маленькими LCD чи OLED дисплеями із збільшувальними лінзами окремо для кожного ока. Така технологія застосовується для відтворення стерео фільмів, картинок чи ігор, також її можна використати для створення віртуального дисплея. HMD можуть бути укомплектовані пристроями, що відслідковують рухи голови, що дозволяє користувачеві, повертаючи голову, "оглядати " віртуальний світ, таким чином зникає потреба в окремому контролері. Така технологія повинна обробляти велику кількість комп'ютерних зображень, тому вона має достатньо швидко оновлюватись, при цьому уникаючи поганих наслідків для здоров'я користувача (наприклад, нудота).  Якщо використовується шість осей для зчитування позиції користувача, то він може рухатись лише у межах, які дозволяє його спорядження. Зважаючи на швидкий розвиток комп'ютерної графіки і на безперервне зменшення розмірів відео засобів і іншого спорядження, такі девайси стать все більш доступними.
HMD можна використовувати для накладання "прозорих" зображень на реальну картину довколишнього світу, таким чином створюючи так звану розширену реальність. Такий ефект досягається відбиттям відео зображення у частково відбиваючих дзеркалах. Реальне зображення видно у відбиваючій поверхні дзеркал. Така експериментальна система була використана у віртуальних іграх, де віртуальний противник може несподівано з'явитися насправді під час руху гравця. Така система може бути широко застосована у складних системах, що дасть змогу фахівцеві поєднувати його природний зір та комп'ютерну графіку, яка зможе демонструвати приховані елементи (щось на зразок "рентгенівського бачення"). До того ж, це позбавить потреби возіння з купою паперової документації, адже усі технічні дані і схематичні діаграми можна надіслати безпосередньо на цей пристрій.
Також розширене стереоскопічне бачення може застосовуватись у хірургії, оскільки, воно дозволяє поєднувати радіографічні дані (знімки МРТ, томографії) із тим, що бачить хірург.

### VRD
VRD або RSD чи RP - це технологія відтворення растрового зображення (наприклад, телевізійна картинка) безпосередньо на сітківці ока. Коритсувач бачить те, що видається простим дисплеєм, що ширяє у просторі перед ним. Для правдивої стереоскопії, необхідно, щоб обидва ока були забезпечені, кожне своїм дискретним дисплеєм. Щоб створити віртуальне зображення, яке охоплює доволі великий кут обзору, без використання відносно великих лінз чи дзеркал, джерело світла має знаходитись дуже близько до ока. Найпоширенішим рішенням є використання контактих лінз доповнене одним або більше напівпровідниковим джерелом світла. Станом на 2013 рік, все ще пробемтичними є включення у контактну лінзу підходящих засобів сканування пучком світла,  і альтернатива вкладенню достатньо прозорого масиву сотень тисяч (чи мільйонів, для роздільної здатності високої щільності) точно впорядкованих джерел видимого світла.

## Засоби 3D перегляду
Є дві категорії технологій   3D  перегляду : пасивна та активна. Активні технології перегляду використовують допоміжну електроніку для взаємодії із дисплеєм. Пасивні - розділяють постійні бінокулярні потоки на відповідні потоки для кожного ока.

### Активні

#### Системи із затвором
Система такого типу працює таким чином: демонструється зображення призначене для лівого ока при цьому блокується праве око і навпаки, показується картинка для правого ока і блокується ліве око, це повторюється так часто, що перерви не заважають сприймати злиття двох картинок в одне  3D  зображення. Переважно для таких систем використовуються рідкокристалічні лінзи. Кожна така лінза має рідкокристалічний шар, який стає темним при подачі току, у іншому випадку він буде прозорим. Це відбувається синхронізованоз частотою оновлень зображення на екрані. Основним недоліком цієї системи є те, що більшість  3D відео і фільмів були зняті для одночасного сприйняття обома очима, тому при перегляді такого фільму з допомогою цієї системи може виникнути так званий "часовий паралакс" сприйняття рухомих об'єктів: наприклад, ми спостерігаємо на екрані як хтось іде зі швидкістю 3,4 милі/год, у такому разі, якщо користуватись системою із затвором,  ми бачитимемо цю людину одного разу на 20% ближче, а іншого на 25% дальше.

### Пасивні

#### Поляризовані системи
Для відображення стереоскопічної картинки два зображення накладаються одне на одне і проектуються на екран через поляризовані фільтри чи демонструються на дисплеї з поляризованими фільтрами. Для проектування використовується срібний екран, щоб забезпечити поляризацію. На більшості пасивних дисплеях кожен окремий ряд пікселів поляризується для одного ока. Цей метод ще називають почерговим. Глядач одягає дешеві окуляри з поляризованими фільтрами, так як фільтр пропускає лише так само поляризоване світло і блокує протилежно поляризоване світло, то кожне око бачить лише одне зображення і таким чином досягається бажаний ефект.

#### Системи з інтерференційним фільтром
Ця техніка використовує хвилі червоного, блакитного і зеленого спектрів з певною довжиною для правого ока і з іншою довжиною для лівого. Глядач, що користується окулярами, які відфільтровують хвилі певної довжини, бачитиме повне кольорове 3D зображення. такий самий принцип використовується і у Dolby 3D. Omega 3D/Panavision 3D система також послуговується схожою, але дещо покращеною технологією. Omega Optical’s 3D система складається з фільтрів для проектування та  3D окулярів. Окрім пасивних стереоскопічних 3D систем  Omega Optical виготовляє високоякісні анагліфні 3D окуляри, для виготовлення яких використовуються плівкові покриття і високоякісна оптика.

#### Анагліфні системи
Анагліфне  3D  - це стереоскопічний  3D  ефект, що досягається за рахунок розшифрування зображення, використовуючи фільтри (переважно хроматично протилежних) кольорів, зазвичай червоного і бакитного. Використовуються червоно-блакитні фільтри, бо наша система обробки візуальної інформації використовує порівняння червоного і блакитного (синього і жовтого) для визначення кольору і контурів об'єктів. Анагліфні  3D  зображення створюються з двох порізному відфільтрованих кольорових картинок, одна для одного ока, інша - для іншого, якщо на них дивитись через анагліфні окуляри, то кожна з цих картинок досягає одного ока, утворюючи стереоскопічне зображення. Кора головного мозку зливає ці дві картинки, створюючи відчуття тривимірності чи композиції.

#### Chromadepth система
В основі ChromaDepth процедури лежить здатність призми розділяти кольори на різні ступені.  Окуляри для відтворення об'ємного зображення з допомогою  ChromaDepth складаються з особливої фольги, яка у свою чергу складається з мікроскопічних призм.  Тому зображення передається передається певну кількість разів, що залежить від кольору. Якщо використовувати фольгу, що складається з призм лише для одного ока, то дві картинки, залежно від кольору, будуть знаходитись більш або менш віддалено одна від одної. Через цю різницю мозок сприймає зображення об'ємним. Перевагою цієї технології перш за все є те, що картинки ChromaDepth можна переглядати без окулярів, і при цьому ефект не зникне. Хоча кольори можна лише обмежено обрати, оскільки вони несуть інформацію про глибину (об'єм) картинки. Якщо змінити колір об'єкта, то для спостерігача також зміниться і відстань.  

#### Метод Пульфріха
Ефект Пульфріха ґрунтується тому, що при меншому світлі людське око повільніше опрацьовує зображення, ніби дивлячись крізь темну лінзу. Ефект Пульфріха залежить від руху у певному напрямі для отримання ілюзії об'єму, отже він буде не ефективним як загально стереоскопічна техніка. Наприклад, його не можна використати, щоб показати як статичний об'єкт виходить за межі екрану чи навпаки заглиблюється в нього, також об'єкти, що рухаються вертикально, не створюватимуть ілюзії руху в глибину. Випадковий рух об'єкта створюватиме помилкові артефакти, і ці випадкові ефекти будуть відображатись як штучна глибина, яка не має жодного відношення до фактичної глибини зображуваного.

#### Over/under формат
Стереоскопічне зображення досягається розміщенням пари картинок, так щоб вони знаходились одна над одною. Є створені спеціальні відтворювачі для over/under формату, які зміщують правий зір трохи уверх, а лівий - униз. Більшість звичних пристрої із дзеркалами називають магією огляду (View Magic). з призматичними скельцями називається  KMQ viewer. Останнє застосування цієї техніки - це проект openKMQ.